# Shadia Mansour

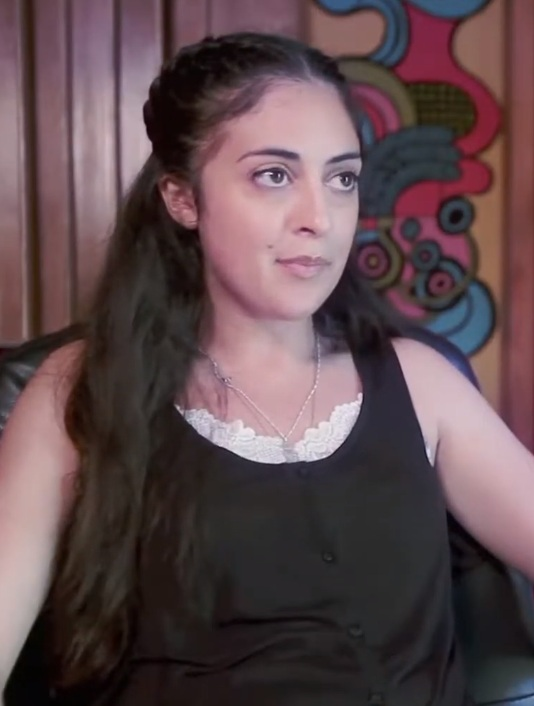
Shadia Mansour

Shadia Mansour (arabisch شادية منصور, DMG Šādiyya Manṣūr, * 1985 in London) ist eine britisch-palästinensische Rapperin. Sie ist als „erste Frau des arabischen Hip-Hop“ bekannt. Ihre Musik behandelt politische Themen aus dem Gebiet des Nahen Ostens.

## Leben
Mansour wurde 1985 in London geboren. Ihre Eltern sind christliche Palästinenser aus Haifa und Nazareth. Sie wuchs in Großbritannien auf und besuchte ihre Familie in Haifa und Nazareth häufig in den Sommerferien. Beeinflusst von anderen arabischen Künstlerinnen und Künstlern wie Fairuz, Umm Kulthum und Mohammed Abdel Wahab, begann sie bei palästinensischen Protestzügen zu singen. Sie wurde schon als junges Mädchen in der palästinensischen Community in London bekannt dafür, klassische arabische Lieder als Protest zu singen. Mansour studierte Performing Arts, bevor sie Rapperin wurde.

## Musikalische Karriere
Mansours musikalische Karriere als Rapperin begann 2003. Seitdem ist sie im Nahen Osten, in Europa und in den USA für ihre zum Teil politischen Songs und Kollaborationen mit anderen Künstlern bekannt. Sie tritt in einem traditionellen palästinensischen Thawb auf und bezeichnet sich selbst als Teil einer musikalischen Intifada gegen die Besetzung Palästinas, Konservativismus und die Unterdrückung von Frauen. Die erste Single von Mansour hieß "Al Kufiya Arabiya" (Der Kufiya ist arabisch) und wurde gemeinsam mit dem Rapper M-1 der Dead Prez aufgenommen. Sie greift die Rolle der Kufiya als Symbol für arabischen Nationalismus auf. Das Lied entstand, nachdem Mansour blau-weiße arabische Tücher mit Davidsternen darauf entdeckte, die in den Vereinigten Staaten verkauft wurden. Sie leitete das Lied bei einem Auftritt in New York mit den Worten "You can take my falafel and hummus, but don’t fucking touch my keffiyeh" (Du kannst meine Falafel und meinen Hummus nehmen, aber rühre verdammt nochmal nicht meinen Keffiyeh an) ein.
Mansours Produzent ist Johnny "Juice" Rosado von Public Enemy. Sie arbeitete mit den irakischen Rappern Lowkey und Narcy, der palästinensischen Hip-Hop-Band DAM und der chilenischen Rapperin Ana Tijoux zusammen. Sie trat auf Touren im Rahmen von Existence is Resistance, eine Organisation zur Unterstützung von Hip-Hop-Shows in Palästina auf und ist Teil der arabischen Liga des Hip-Hop, ein Kollektiv an Künstlerinnen und Künstlern, die eine ähnliche Einstellung zum Mittleren Osten haben.

## Politische Ansichten
In ihrem Rap kritisiert Mansour die Besetzung Palästinas durch Israel sowie die Rolle Israels im Gaza-Krieg seit 2008. Sie unterstützt in vielerlei Hinsicht die palästinensische Widerstandsbewegung. Mansour sagt dazu:
"My music sometimes sounds hostile.  It's my anger coming out and it's resistance. It's non-violent resistance." (Meine Musik klingt manchmal feindselig. Es ist meine Wut, die herauskommt und es ist Widerstand. Es ist gewaltfreier Widerstand.)
Mit der Zeit haben ihre Ansichten auch die Komplexität der Lage in der Region anerkannt und ihre Musik begann, dies widerzuspiegeln. Sie sagt dabei selbst, dass sie "realistischer" geworden ist in ihrer Musik. So rief sie 2007 die Hamas und die Fatah auf, ihre Kämpfe zu beenden. In ihrem Lied von 2008 "Kulun 'Andun Dababat" (Sie haben alle Panzer) gemeinsam mit Tamer und Suhell Nafar der israelisch-palästinensischen Hip-Hop-Gruppe DAM wird klar, dass weder die Fatah noch die Hamas ihre Unterstützung haben.
Neben politischen Themen im Bereich Israel steht Mansour vor allem für eine Befreiung von weiblichen Stereotypen, sowohl in der Hip-Hop-Kultur, als auch in der palästinensischen Gesellschaft. Sie weigerte sich mehrfach, vor nach Geschlecht getrenntem Publikum aufzutreten. Sie tritt selbst in einem traditionellen Gewand auf, das den größten Teil ihres Körpers bedeckt.